# Dongfeng Yueda Kia Motors

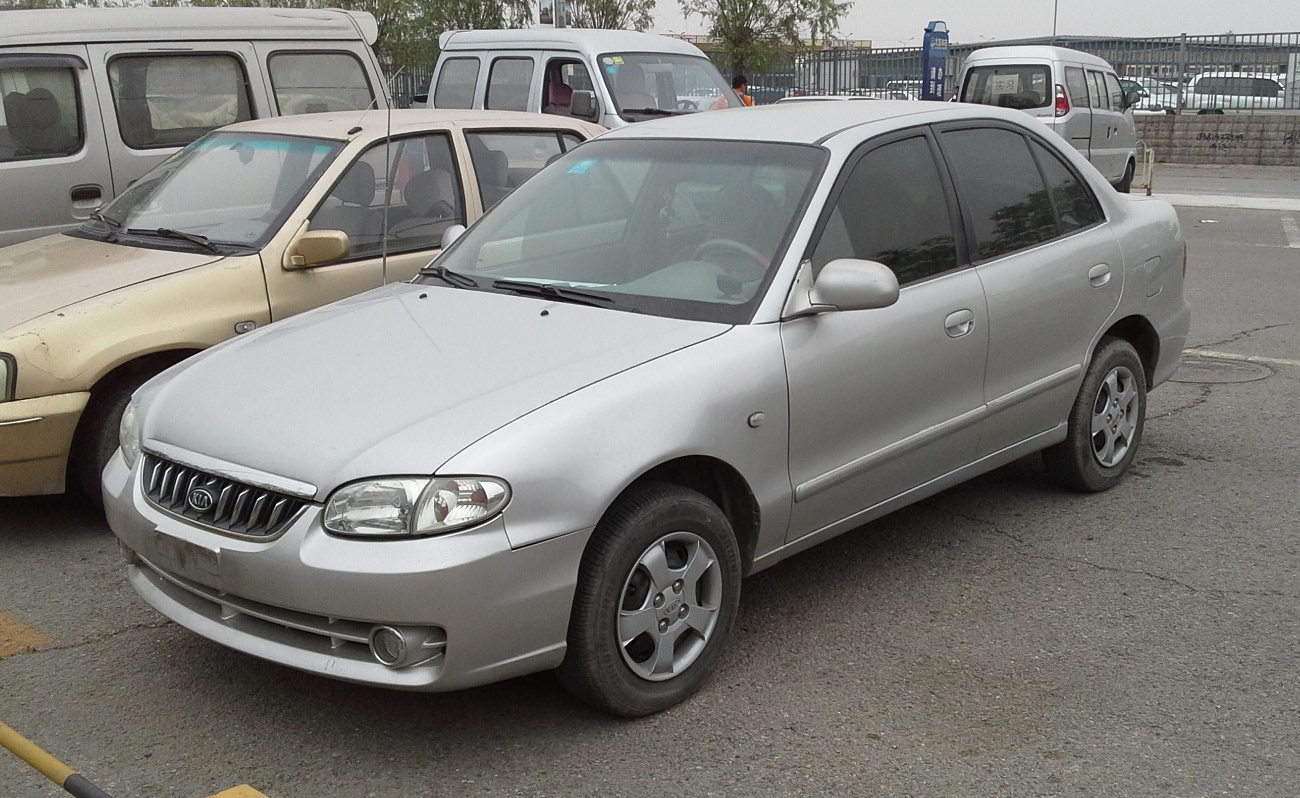
Kia Qianlima

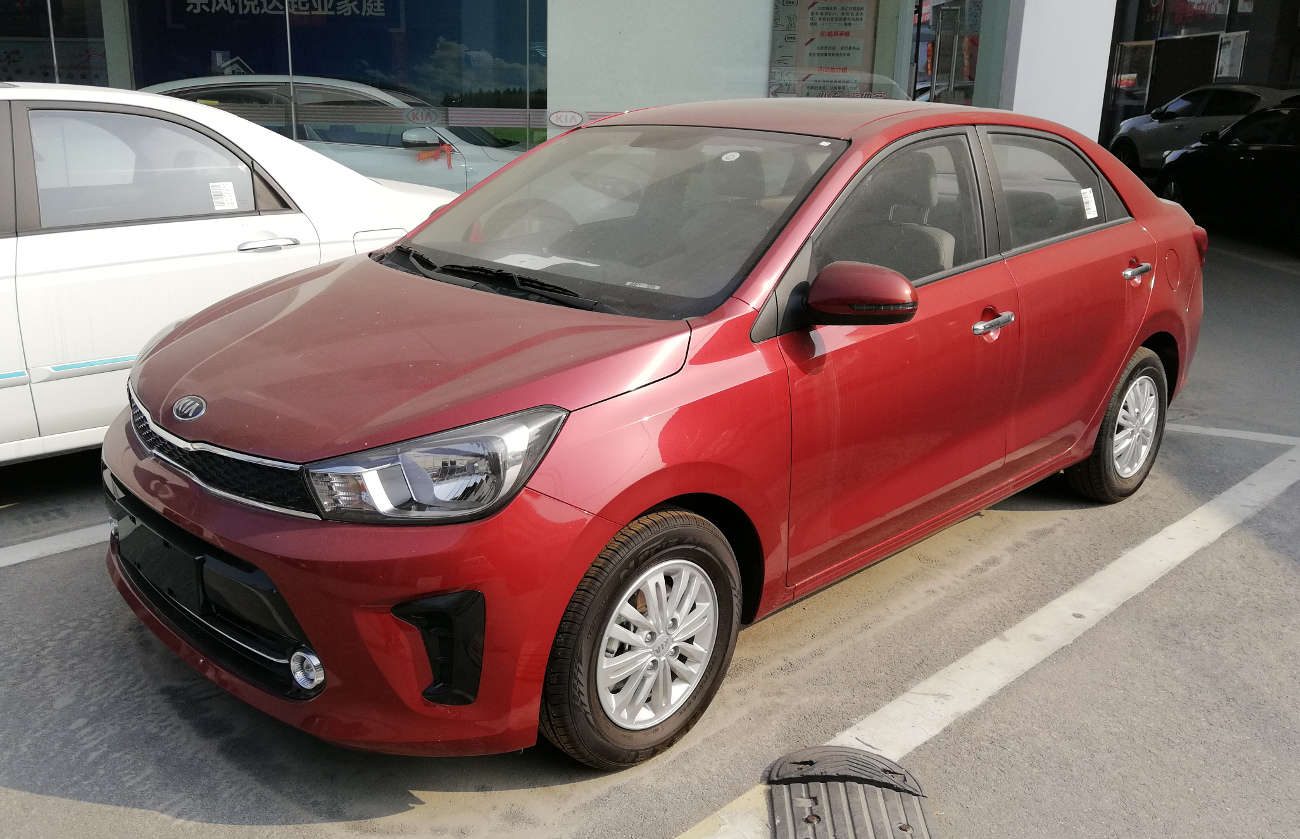
Kia Pegas

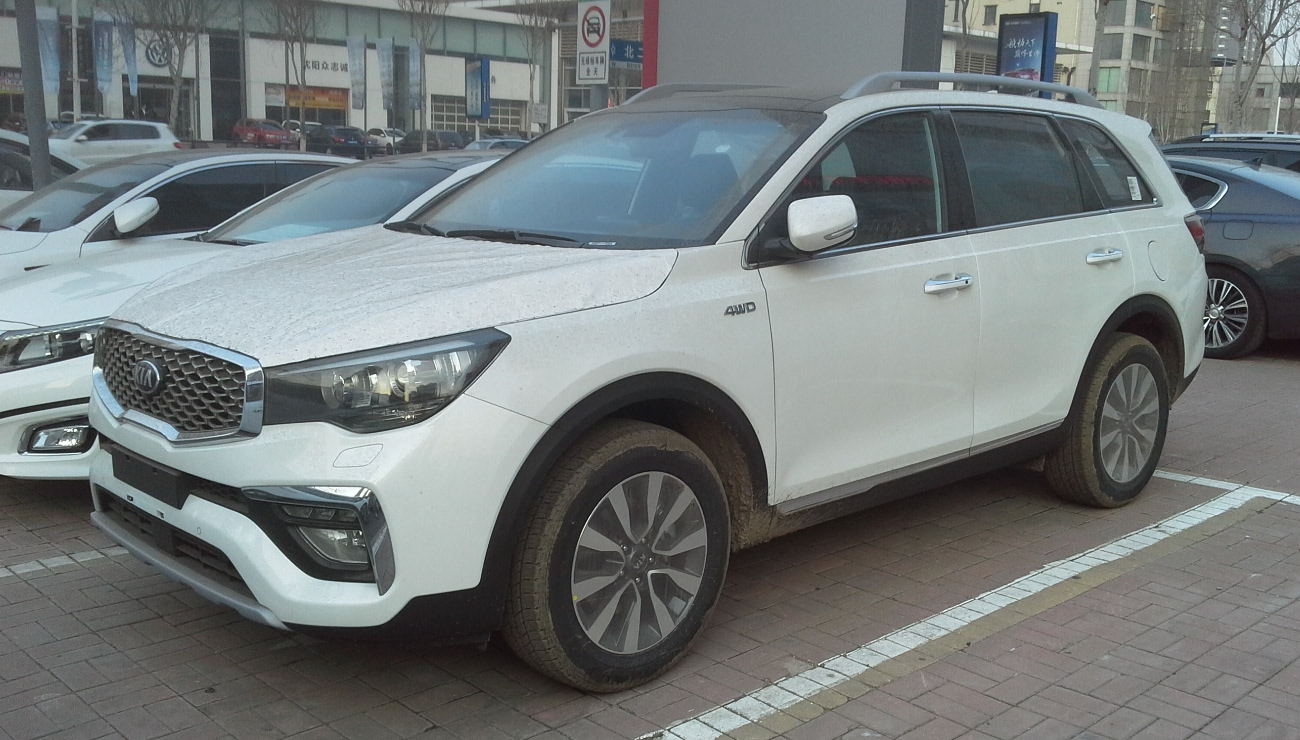
Kia KX7

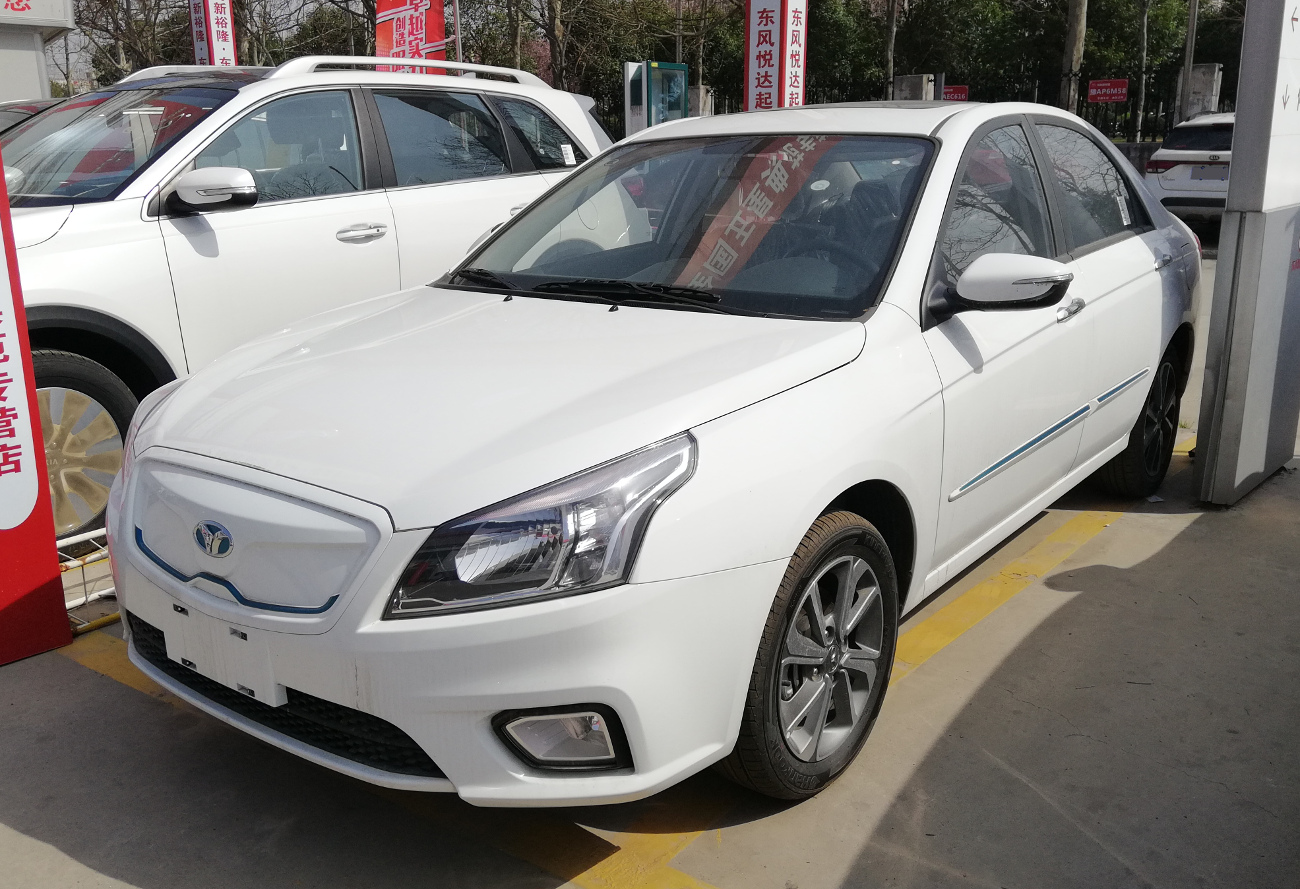
Kia Horki 300E

Dongfeng Yueda Kia Motors Co., Ltd. (kurz DYK) ist ein chinesischer Automobilhersteller und -händler mit Sitz in Yancheng. Es handelt sich um ein Joint Venture zwischen Dongfeng Motor Corporation, der Jiangsu Yueda Group (mit einer Beteiligung von jeweils 25 %) und Kia Motors (50 %).

## Geschichte
Das Joint Venture wurde Ende 2001 vereinbart. Im Jahr 2002 wurde DYK gegründet und begann mit einem ersten Werk, das eine jährliche Kapazität von 50.000 Fahrzeugen bot. Nachdem im Jahr 2007 das zweite Werk eröffnet worden war, konnte der Jahresabsatz von 101.000 bis 2011 auf 433.000 Einheiten gesteigert werden. Im Jahr 2012 begann der Bau eines dritten Werks.
Im Jahr 2016 konnte DYK 650.000 Fahrzeuge absetzen. Bis April 2018 hatte DYK 5 Millionen Fahrzeuge produziert.
2021 zog sich Dongfeng aus dem Unternehmen zurück. Yueda Investment übernahm die Anteile. Zum 22. März 2022 wurde das Joint Venture in Kia Automobile umbenannt.

## Modelle
Das erste produzierte Fahrzeug war der Kia Qianlima, bei dem es sich um einen Hyundai Accent des Modelljahrs 1997 handelte. Ein weiteres frühes Modell war der Kia Pride.
Seither wurden bei DYK zahlreiche Modelle der Kia-Modellpalette – teilweise mit abweichenden Typbezeichnungen – gefertigt.
Im Jahr 2017 wurden mehrere Modelle präsentiert, die ausschließlich in China produziert und vertrieben werden: der Kia Pegas, der Kia K2 Cross und der KX7.
Ab 2018 wurde der mit einem Elektromotor angetriebene Kia Horki 300E als erstes Fahrzeug der Submarke Horki vertrieben, der auf dem Kia Cerato der ersten Generation basiert. Er war 2013 als Konzeptfahrzeug präsentiert worden. Seither hatte DYK mehrfach den Produktionsbeginn angekündigt. Eine Internetseite, die die Pkw-Zulassungszahlen in China auflistet, sieht Horki als Submarke zu Kia. Das Fahrzeug hat Zulassungen in China von Mai 2018 bis Dezember 2019.